# Homoaromaticidade
Homoaromaticidade em química orgânica é encontrada em sistemas cíclicos conjugados que são capazes produzir saltos em uma parte do anel, em oposição a aromaticidade regular. Como aromáticos ordinários, compostos homoaromáticos são mais estáveis que seria esperado com base na conjugação somente. Homoaromaticidade como um conceito foi desenvolvido por Saul Winstein, e primeiramente observado num cátion 3-biciclo[3.1.0]hexil (esquma 1). 

## Introdução
A palavra aromaticidade é um termo de enorme importância na química, porém, não existe um consenso geral sobre sua definição. Este desacordo tem conduzido a extensões na definição de aromaticidade, sendo um deles o termo “homoaromaticidade”, usado para classificar espécies que se comportam como moléculas aromáticas apesar de ter uma ou mais unidades saturadas, geralmente átomos de carbono com hibridação sp3, que interrompem a conjugação cíclica direta do sistema.,
Desde que o conceito de homoaromaticidade foi introduzido pela primeira vez no final dos anos 1950 pelo químico canadense Saul Winstein, este tema tem sido objeto de forte controvérsia, a qual tem dedicado vários trabalhos de pesquisa e artigos de revisão. Os dados experimentais e teóricos obtidos até agora revelam que a homoaromaticidade está bem estabelecida em sistemas catiônicos, enquanto que em ânions, as evidências de sua existência são menos freqüentes e mais discutidas. Por outro lado, a homoaromaticidade em moléculas neutras está longe de ser plenamente aceita pela grande maioria dos pesquisadores.

## Características Gerais
Numa definição simples, uma espécie homoaromática ocorre quando a delocalização cíclica de um sistema com (4n+2) π elétrons não é interrompida pela inserção de um ou mais grupos saturados. Este fenômeno de conjugação não-clássica recebe o nome de homoconjugação e se dá através de três tipos de interações: espacial, por ligações π e transanular.Se considera que o primeiro caso é o mais comum nos sistemas homoaromáticos e recebe o nome de homoconjugação de antiligante; o segundo caso é conhecido como homoconjugação de ligação., No terceiro tipo de interação, diferentemente dos dois anteriores, uma unidade saturada transanular é inserida de tal maneira que causa a perturbação da conjugação direta sem impedi-la.,
Tal como a conjugação cíclica em aromáticos, a homoconjugação cíclica produz uma diminuição na energia dum sistema homoaromático, fazendo-o mais estável. Porém, estima-se que a estabilização destes sistemas é consideravelmente mais baixa, em comparação com seus respectivos análogos aromáticos.,
Teoricamente, se podem obter famílias de compostos homoaromáticos a partir de sistemas cíclicos e conjugados com (4n +2) π elétrons, introduzindo unidades de CH2 dentro do anel. Talvez o exemplo mais conhecido deste tipo de espécies sejam os derivados do íon aromático tropílio. Na figura 1, se apresentam algumas das estruturas que conceitualmente podem ser derivadas deste cátion.
Figura 1. Cátion tropílio e alguns de seus possíveis derivados homoaromáticos.

Os sistemas homoaromáticos podem ser, a princípio, espécies neutras, aniônicas ou catiônicas. Ademais, estas podem ser classificadas como monohomoaromáticas, bishomoaromáticas, trishomoaromaticas e espécies polihomoaromáticas maiores (ver figura 1). Os termos mono, bis, tris etc., se referem ao número de ligações σ C-C do sistema aromático que foram interrompidas por um centro sp3, e não pelo número de grupos metilenos que foram inseridos em um sítio do sistema aromático em particular. Por exemplo, todas as estruturas neutras derivadas do benzeno, representadas na figura 2 são candidatas para serem classificadas como trishomoaromáticas, ainda que as pontes saturadas que conectam as ligações duplas sejam cadeias carbônicas de diferentes tamanhos.
Figura 2. Prováveis sistemas trishomoaromáticos.

## Critérios de Homoaromaticidade
Para que uma espécie seja considerada como homoaromática, não é suficiente que apresente homoconjugação, também deve obedecer a critérios energéticos, magnéticos e geométricos, muito semelhantes aos usados para o reconhecimento da aromaticidade clássica.[4] O sistema em estudo deve exibir a seguintes características:
1. Apresentar uma ou mais interações homoconjugativas
2. Envolver um número de (4n+2) π elétrons
3. Sobreposição efetiva dos orbitais π do sistema cíclico
4. Delocalização da carga negativa ou positiva ao redor do sistema cíclico, em caso de espécies carregadas
5. Energia de estabilização por ressonância (estabilização homoaromática) maior que 2 kcal.mol-1
6. Índices de ordens de ligação e caráter π semelhantes a um sistema aromático
7. Equalização dos comprimentos de ligação
8. Corrente diamagnética induzida ao redor do anel

As propriedades citadas acima são avaliadas através de diversas técnicas analíticas. Além disso, métodos teóricos como cálculos ab initio encontram aplicação permitindo obter dados precisos de energia, geometria e magnetismo.,  Estas estimativas teóricas oferecem una conexão direta com os dados obtidos experimentalmente.  
Os critérios quantitativos para estabelecer a homoaromaticidade não são definitivos. Exemplo disso é o debate em torno do que deveria ser o grau de equalização das ligações e a extensão da homoconjugação.[10],

## Técnicas analíticas
A RMN é a técnica espectroscópica mais usada para demonstrar a homoaromaticidade. O deslocamento químico que sofrem os prótons das pontes saturadas permite confirmar a existência de corrente diamagnética, própria de compostos homoaromáticos. Alternativamente, estes deslocamentos químicos podem ser calculados por métodos como amplificação de suscetibilidade diamagnética e deslocamento químico de núcleos independentes (NICS, sua sigla em inglês),, ,  considerando-se este último como o melhor método teórico disponível para demonstrar a presença de corrente diamagnética em anéis homoaromáticos.[4] Contudo, como qualquer aproximação teórica, NICS não é cem por cento confiável; por exemplo, ouve um estudo em que este método conduziu a uma previsão incorreta de aromaticidade no ânion ciclopropenilo.
A espectroscopia no ultravioleta tem sido utilizada para determinar a estrutura eletrônica, proporcionando ao menos uma indicação qualitativa do grau de delocalização eletrônica. Porém, não se considera como um bom critério de homoaromaticidade.[11]
Sempre que podem ser obtidos os cristais do composto em estudo, a técnica de raios-X é a técnica escolhida para demonstrar sem ambigüidade se um composto é ou não homoaromático. A equalização das ligações e a planarização associada à homoaromaticidade, podem ser facilmente detectadas por este meio; porém, esta é uma técnica que requere muito cuidado para evitar conclusões errôneas.
Outra técnica que se demonstrou muito útil é a espectroscopia de transmissão eletrônica (ETS), com aplicações no estudo das interações antiligantes em sistemas homoconjugados.
Medidas de calores de hidrogenação também têm sido empregadas com a finalidade de determinar a estabilidade termoquímica que caracteriza os sistemas homoaromáticos. Contudo, estes resultados estão em discussão, devido à natureza hipotética dos modelos usados como referência.,

## Homoaromaticidade em cátions
A homoaromaticidade catiônica é o tipo de homoaromaticidade mais bem suportada por evidências teóricas e experimentais. De fato, tem-se sugerido que a homoaromaticidade só é importante para um número limitado de anéis catiônicos de tamanho pequeno e médio, tales como o íon homotropílio.,  Além disso, alguns estudos assinalam que a interação homoaromática é mais importante em cátions monohomoaromáticos que em cátions polihomoaromáticos.,

### Cátions monohomoaromáticos

#### Sistemas de dois elétrons
Os sistemas homoaromáticos mais simples são os formados por 2 elétrons π. O exemplo mais destacado deste caso é o do cátion monohomociclopropênio 3a (figura 3). La estabilização apresentada por este cátion se deve ao fato de que a geometria do anel permite una considerável interação π 1,3 através do espaço (ilustrada com linhas pontilhadas em 3b), resultando num cátion semelhante ao cátion aromático ciclopropenilo 3d. O derivado 3c foi a primeira espécie considerada homoaromática.
Figura 3.  Estrutura de cátions monohomociclopropênio e seu análogo aromático cátion ciclopropenilo.
A evidência de homoaromaticidade neste tipo de cátions está sustentada por experimentos de 13C- e 1H-RMN, e raios-X. Além disso, a curta distância encontrada entre os carbonos não ligados C1 e C3 (1,8 Å), e a alta barreira energética de inversão (8,4 kcal.mol-1) (Esquema 1), também são consistentes com uma estabilização homoaromática.,
Esquema 1. Inversão do cátion monohomociclopropênio através de um estado de transição planar não aromático.

#### Sistema de seis electrones
O cátion homotropílio, também chamado cátion homotropenílio, cujo nome sistemático é cátion (desloc-1,2,3,4,5,6,7)-2,4,6-ciclooctatrien-1-ilio, foi isolado pela primeira vez em 1962. Tem sido o sistema homoaromático mais estudado e melhor estabelecido tanto teoricamente como experimentalmente, a tal ponto que é considerado como o paradigma da homoaromaticidade. Este cátion é obtido pela protonação do ciclooctatetraeno (COT) (Esquema 2).[32]
Esquema 2. Obtenção do cátion homotropílio.
Evidência obtida por estudos experimentais de 1H-RMN mostram que os dois prótons metilênicos apresentam uma diferença de deslocamento químico Δσ de 5.86 ppm em relação ao próton endo em -0,73 ppm, um sinal de campo alto não esperado para um próton em um carbocátion. O fato de estes prótons terem deslocamentos químicos tão diferentes descarta por completo que o produto seja o carbocatión clássico ciclooctatrienilo. 
Uma estrutura homoaromática em que se dá uma delocalização cíclica envolvendo 6 elétrons π, é mais condizente com estes fatos. Assim, uma corrente diamagnética induzida surge no anel quando o cátion é submetido a um campo magnético, resultando na ampla diferença de deslocamento químico entre os prótons endo e exo no carbono C8. 
Estimativas da barreira de inversão têm demonstrado a estabilização homoaromática no cátion homotropílio.  Estudos cinéticos revelam que se no estado de transição se forma o cátion clássico ciclooctatrienilo, o cátion homotropilío é 22,3 kcal.mol-1 mais estável (esquema 3).[18]
Esquema 3. Inversão do cátion homotropílio.

### Cátions bishomoaromáticos

#### Sistemas de dois elétrons
Estima-se uma estabilização homoaromática de 6 kcal.mol-1 para a espécie bishomoaromática mais simples 4a (figura 4),  porém, este íon não foi detectado experimentalmente apesar de várias tentativas de prepará-lo.[7]
Figura 4. Cátions bishomoaromáticos de dois elétrons.
Por outro lado, estruturas derivadas como 4b y 4b já foram preparadas e plenamente caracterizadas.[11],[27],  Os resultados teóricos e experimentais justificam claramente sua classificação como homoaromáticos.
Também é possível encontrar dicátions homoaromáticos de dois elétrons como 5a y 5b, conhecidos como sistemas sanduíche (figura 5); [35] ou sistemas tridimensionais como o dicátion dehidroadamantilo 5c, o qual tem uma energia de estabilização homoaromática de 47 kcal.mol-1.
Figura 5. Dicátions bishomoaromáticos.

#### Sistemas de seis elétrons
Os sistemas bishomoaromáticos de 6 elétrons mais conhecidos são os derivados do cátion homotropílio. O íon 1,3 bishomotripílio 6b pode ser obtido pela protonação de biciclo[6.1.0]nonatrieno 6a  (figura 6), e foi caracterizado por estudos de RMN. Os íons 1,4 bishomotropílio 6c e seus derivados 6d e 6e também têm sido objeto de estudos que favorecem sua classificação como homoaromáticos., 
Figura 6. Cátions bishomoaromáticos de 6 elétrons.

### Cátions trishomoaromáticos

#### Sistemas de dois elétrons
O cátion trishomociclopropenilo 7 foi um dos primeiros sistemas classificados como homoaromático (figura 7). A sobreposição de orbitais para delocalização dos elétrons está representado em 7b.
Figura 7. Catión trishomociclopropenilo.
A primeira evidência da homoaromaticidade neste cátion foi obtida da reação de acetólise a que o biciclo-OTs é suscetível, na qual o epímero cis reage 35 vezes mais rápido que o epímero trans como resultado de una ajuda anquimérica (esquema 4). Evidência adicional proveio da marcação com deutério, na qual 99 % do deutério no produto foi achado em três posições que formam um anel de ciclopropeno, sugerindo que ocorre uma delocalização da carga positiva através de una homoconjugação sem ligação. Vários estudos confirmam a homoaromaticidade do cátion trishomociclopropenilo; um deles ressalta que o sistema tem uma energia de estabilização homoaromática de 12 kcal.mol-1.
Esquema 4. Reação de formação do cátion trihomociclopropenilo.

## Homoaromaticidade em ânions
A homoaromaticidade em ânions tem sido bastante discutida. Alguns pesquisadores assinalam que a estabilização homoaromática nestes sistemas é muito pequena ou totalmente inexistente,[6] enquanto que outros afirmam que estes sistemas apresentam propriedades homoaromáticas bastante importantes, como corrente diamagnética induzida e uma completa delocalização eletrônica.,

### Ânions monohomoaromáticos
Os sistemas aniônicos monohomoaromáticos de maior relevância contém dois elétrons π. Foram preparadas 1,2-diboroetanidas (figura 8) a partir de seus análogos neutros por redução com lítio metálico. Com base em estudos teóricos e experimentais de RMN, foram propostas como possuindo estabilização homoaromática, idéia que foi reforçada pelo valor encontrado para a energia de inversão, 19.5 kcal.mol-1. Além disso, as análises de raios-X mostraram uma curta distância entre os átomos não-ligados C y B, sugerindo que existe um alto grau de interação entre estes.
Figura 8. Estrutura de 1,2-diboroeatanidas.

### Ânions bishomoaromáticos

#### Sistemas de dois elétrons
Fazem parte destes sistemas alguns ânions derivados das 1,2-diboroetamidas discutidas no item anterior, e diânions que são análogos estruturais do cátion homoaromático 4a (ver figura 4). Alguns exemplos estão representados na figura 9.
Figura 9. Ânions bishomoaromáticos de dois elétrons.

#### Sistemas de seis elétrons
Dos sistemas aniônicos, o ânion biciclo[3.2.1]octadienilo tem sido o que recebeu maior atenção sobrevivendo ao ceticismo quanto a suas propriedades homoaromáticas. Estudos de suscetibilidade diamagnética e estabilidade  favorecem sua designação como bishomoaromático.,  A figura 8 mostra a estrutura deste ânion (10a) e a interação não ligante entre orbitais π  de carbonos não-adjacentes (10b)  que conduz à homoconjugação cíclica do sistema (10c).
Figura 10. Ânion biciclo[3.2.1]octadienilo.
Mais recentemente têm sido descobertos outros sistemas, como os bidiazenos dianiônicos, com potencial homoaromaticidade. Estes sistemas são obtidos a partir da reação do bidiazeno com lítio metálico (esquema 5). Como resultado das evidências obtidas por espectroscopia de 1H- e 13C-RMN, cristalografia de raios-X, e estudos teóricos, estes sistemas tem sido classificados como verdadeiros ânions homoaromáticos.
Esquema 5. Exemplo de obtenção de um diânion bidiazeno.

### Ânions trishomoaromáticos
Os exemplos mais representativos desta classe são os diânions mostrados na figura 11, estruturalmente relacionados com o cátion trishomociclopropenilo 7 (ver figura 7). A natureza homoaromática destes sistemas foi determinada por experimentos de 13C-RMN, y cálculos teóricos.
Figura 11. Estrutura de diânions trishomoaromáticos.

## Homoaromaticidade neutra
A controvérsia ao redor da homoaromaticidade neutra tem sido grande e intensa. Diversos pesquisadores que refutam e defendem a existência desta classe de homoaromaticidade têm lançado seus argumentos acompanhados de frases dramáticas tales como “o cravo final para o caixão da homoaromaticidade neutra”, o “a ressurreição da trishomoaromaticidade neutra”. Porém, tanto os argumentos que defendem como os que refutam não têm sido definitivos e resultados experimentais e teóricos mais recentes poderiam reanimar a disputa. 

### Sistemas com seis elétrons

#### Cicloheptatrienos e norcaradienos
Pesquisas recentes suportam mínima estabilização homoaromática em cicloheptatrienos. Roth et al. obtiveram energia de ressonância homoaromática de 4,1kcal/mol-1 para cicloheptatrienos e energia de ressonância estimada de 5,8 kcal/mol-1 para norcaradienos. 

Os isômeros de cicloheptatrienóis reagem de forma bem diferente frente a eletrófilos, e o enolato, derivado de um desses trienos, tem uma barreira de ativação muito menor para interação com eletrófilos fortes, do que tem o íon fenóxido. Lew e Capon interpretaram esses resultados como um indicativo da falta de qualquer estabilização homoaromática significante em cicloheptatrienos. 

Se cicloheptatrienos devem ou não ser considerados homoaromáticos continua em debate.

#### Semibulvalenos e Barbaralenos
O estado de transição de mais baixo nível do rearranjo de Cope dos semibulvalenos é a espécie bishomoaromática C2v. Os semibulvalenos vêm sendo reconhecidos como o sistema que mais se aproxima da homoaromaticidade neutra. 

‎ 

Dewar e Hoffman, independentemente, mostraram que a barreira de ativação para o rearranjo de Cope dos semibulvalenos poderia ser reduzida e até eliminada pela inserção de doadores de elétrons nas posições 1 e 5 e puxadores de elétrons nas posições 2, 4, 6 e 8. Vários semibulvalenos e barbaralenos foram preparados e suas barreiras de ativação para o rearranjo de Cope diminuíram em relação às moléculas não substituídas e, portanto não apresentavam homoaromaticidade. Cálculos recentes voltaram a afirmar o que antes fora previsto, semibulvalenos substituídos são homoaromáticos, como os exemplos abaixo: 

Dianidrido apresenta resultados dicotômicos. Experimentos realizados em fase liquida mostram que a molécula não possui homoaromaticidade, mas cálculos revelam que a molécula deveria em seu estado fundamental apresentar homoaromaticidade. Provavelmente o efeito de matriz leva a discrepância entre o experimental (fase liquida) e o cálculo (molécula isolada em fase gasosa).

‎
Dianidrido 

### Sistemas com dez elétrons

#### [5] Periciclina
Dois diferentes modos de homoconjugação, no plano e fora do plano, podem ser previstos para as periciclinas. Se um deles ou os dois modos funcionam, então as periciclinas serão homoaromáticas ou homoantiaromáticas. Vários estudos indicam que há alguma interação homoconjugativa nas periciclinas, mas que estas interações não levam a homoaromaticidade. Na investigação termoquímica da periciclina abaixo foi estimada uma pequena energia de estabilização aromática de 6 kcal/mol-1 e, por isso, é considerada homoaromática.

### Outros sistemas neutros

#### Homofulerenos
Certas pontes de anulenos são homoaromáticas devido à homoconjugação transanular. Este tipo de homoconjugação é possível de ocorrer em homofulerenos com esta ponte e pode-se concluir que estes então sejam possivelmente homoaromáticos. 

#### Carbenos homoaromáticos
Reações isodésmicas revelaram estabilização homoaromática apreciável para carbenos singlete, de 15,56 kcal/mol-1  (molécula A) e 14,06 kcal/mol-1 (molécula B). Comparando a geometria do carbeno singlete e triplete houve grande diferença, indicativa de homoaromaticidade no carbeno singlete. 